# Estrella Bw
En astrofísica, se llama estrella Bw a una estrella de tipo espectral B con líneas de helio débiles en su espectro. Son estrellas B que, de ser clasificadas según su color, tendrían líneas de helio demasiado débiles para la clasificación, y que, de ser clasificadas según sus líneas de helio, tendrían un color demasiado azul para su tipo espectral. Estas estrellas también son conocidas como estrellas con líneas débiles de helio (helium-weak stars en inglés).
α Sculptoris está clasificada como estrella Bw; θ Hydri, 3 Centauri, 30 Capricorni, 36 Lyncis, 40 Geminorum, TX Leporis, NW Puppis y OV Geminorum son otras estrellas de este tipo.